# Karhumäki Tiira
Il Karhumäki Tiira fu un aereo da addestramento e turismo finlandese, costruito dalla ditta Veljekset Karhumäki negli anni venti del XX secolo e rimasto allo stato di prototipo.

## Storia del progetto
Negli anni venti del XX secolo i fratelli Niilo (1902–1978), Valto (1905–1985) e Uuno Karhumäki (1914–1991), di Keljo, avviarono la costruzione artigianale di alcuni tipi di velivoli, tra cui il Tiira. Si trattava di un aereo da addestramento e turismo, biplano, biposto, realizzato in legno, con ali ripiegabili al fine di favorirne il ricovero all'interno di piccoli hangar. Il carrello di atterraggio poteva essere sostituito da un paio di galleggianti per l'impiego come idrovolante.
L'aereo fu pronto al volo nel luglio 1929, e decollò per la prima volta l'11 dello stesso mese nelle mani di Niilo Karhumäki.  Da Keljo a Jyväskylä via Lahti il velivolo arrivò fino a Helsinki, dove l'aereo partecipò alla mostra di aeroplani tenutasi a Kaartin dal 27 agosto al 7 settembre 1929.  Il Tiira fu sospeso al soffitto della canonica, e l'aereo venne registrato il 15 ottobre 1929 con il codice K-SIRA. L'aereo ha volato per un totale di circa 200 ore, principalmente in voli pubblicitari. Nel 1931 il velivolo ricevette il codice dal OH-IRA, ma fu radiato in quello stesso anno. Il Tiira fu cancellato dal registro aeronautico il 20 settembre 1938, andando distrutto a causa di un incendio nel 1945.
Tra il 2001 e il 2004 Rauno Pylväläinen ha costruito una replica del Tiira, che venne immatricolato con  il codice OH-IRB. Il suo primo volo avvenne il 15 agosto 2004. L'aereo ha effettuato un atterraggio di emergenza a causa dell'elica danneggiata il 1 agosto 2010, quando Pylväläinen e il pilota Jyrki Laukkanen erano in viaggio da Halli a Vesivehmaa. L'aereo andò distrutto, ma nessuno dei due occupanti riportò lesioni personali.

### Fonti
1. 1 2 3 4  Finna.
2. 1 2  Airliners.